# فرودگاه بین‌المللی منیول کرسسنسیو ریجون
فرودگاه بین‌المللی منیول کرسسنسیو ریجون (به انگلیسی: Manuel Crescencio Rejón International Airport) یک فرودگاه همگانی مسافربری با کد یاتا MID است که یک باند فرود آسفالت دارد و طول باند آن ۳۲۰۰ متر است. این فرودگاه در کشور مکزیک قرار دارد و در ارتفاع ۱۲ متری از سطح دریا واقع شده‌است.